# Kutchiny baty
Kutchiny baty (rusky Кутхины баты) jsou přírodní památka na poloostrově Kamčatka na ruském Dálném východě. Z územně-administrativního hlediska se toto chráněné území nachází v Usť-Bolšereckém okrese Kamčatského kraje Dálněvýchodního federálního okruhu Ruské federace. Geologická lokalita Kutchiny baty byla zapsána na seznam přírodních památek Kamčatského kraje (do roku 2007 Kamčatská oblast) 9. ledna 1981. Přírodní památka leží na území Jihokamčatské státní přírodní rezervace (государственный природный заказник «Южно-Камчатский»), která je součástí přírodního parku Sopky Kamčatky, zapsaného na seznam Světového dědictví UNESCO.

## Geografická poloha
Kutchiny baty se nacházejí v jižní části Kamčatského poloostrova. Leží v nadmořské výšce zhruba 100 až 200 metrů na pravém břehu řeky Ozjornaje, čtyři kilometry od jejího výtoku z Kurilského jezera. Jižně od lokality Kutchiny baty, na levém břehu Ozjorné, se nachází Paužetská deprese, v jejímž středu se zvedají lávové dómy sopky Dikij Chrebet (rusky Дикий Хребет).
Nejbližším sídlem je obec Paužetka (nepočítáme-li terénní pracoviště Kamčatského vědecko-výzkumného ústavu chovu ryb a oceánografie, které se nachází na západním břehu Kurilského jezera ), vzdálená od lokality zhruba 13 km vzdušnou čarou jihozápadním směrem. Oblast je velmi řídce osídlená, proto obec Paužetka má status územně-administrativního celku, v Rusku nazývaného „mežselennaja teritorija“ (межселенная территория), určeného pro obce s velmi nízkou hustotou osídlení. V obci Paužetka je nejstarší geotermální elektrárna na území Ruska, vybudovaná již v roce 1966.

## Předmět ochrany
Předmětem ochrany jsou unikátní pemzové skalní útvary ve tvaru skalních jehel, připomínající tradiční lodě – tzv. baty – používané Itelmeny, původními obyvateli Kamčatky, a známé také z mytologie jako čluny itelmenského božstva Kutcha. 

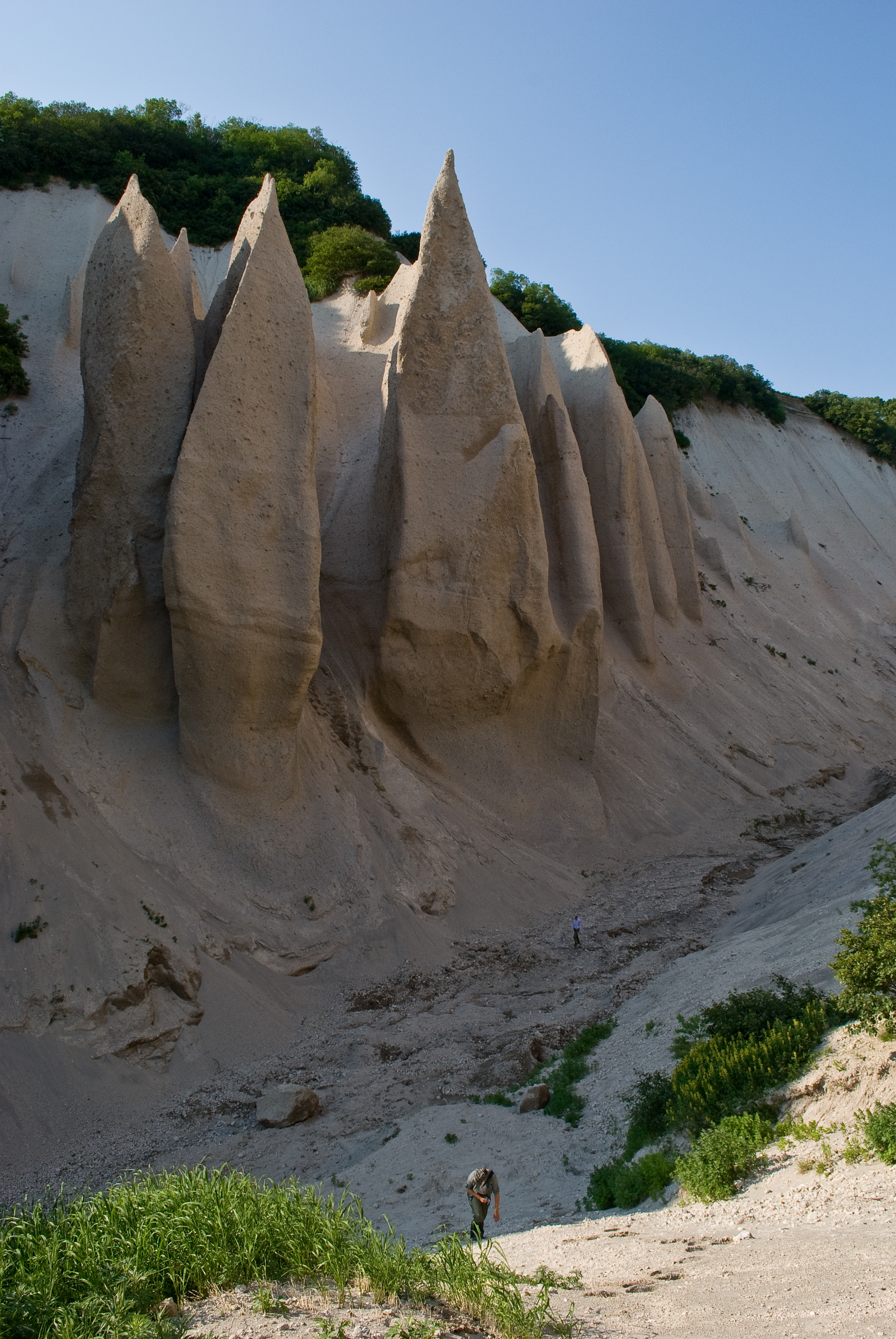
Skály připomínají itelmenské čluny

V dávnějších dobách byly skály nazývány „Batový kámen“ (v ruském originále Батовый камень). Cílem ochrany je zachování této významné geologické lokality se skalami zvláštních tvarů v neporušeném stavu.
Chráněná lokalita má rozlohu 2,8 ha, ochranné pásmo bylo stanoveno na přilehlém území o rozloze 11 ha. Jednotlivé skalní tvary jsou až 110 metrů vysoké a jsou tvořeny béžově a okrově zbarvenou pemzou liparského a liparsko-dacitového typu.
Tyto skalní tvary byly vypreparovány vlivem větrné a vodní eroze v šesti zdejších pemzových tělesech, širokých od 12 až do 30 metrů. Stáří těchto pemzových proudů se odhaduje na osm tisíc let, samotná existence erozí vytvořených skalních tvarů na pět až šest tisíc let.
Přírodní památka Kutchiny baty je ve správě ministerstva přírodních zdrojů a ekologie Kamčatského kraje (Министерство природных ресурсов и экологии Камчатского края). Na lokalitě je povolen pouze vědecký výzkum a monitoring stavu skal.

## Pověsti
Pověsti o „Batovém kameni“, jak lokalitu nazývali Rusové, zaznamenali v první polovině 18. století Georg Wilhelm Steller, německý přírodovědec, působící na Petrohradské akademii věd, a ruský vědec a cestovatel Stěpan Petrovič Krašeninnikov. Itelmenská mytologie spojuje tyto skály s místním božstvem Kutchem, označovaném též za praotce původních obyvatel Kamčatky. Podle těchto mýtů Kutch poté, co stvořil poloostrov, putoval po kamčatských řekách. Na každé řece strávil dva roky a zanechal zde svoje děti. Nakonec se Kutch usadil u Kurilského jezera na Ozerné řece a na svých člunech lovil v jezeře a v řece ryby. Když se po čase rozhodl opustit Kamčatku, zanechal zde své čluny, opřené o skály. Domorodí obyvatelé na základě těchto pověstí vždy chovali k místním skalám hluboký respekt a lokalitě se vyhýbali.